# Грей, Дженнифер
Дже́ннифер Грей (англ. Jennifer Grey; род. 26 марта 1960, Манхэттен, Нью-Йорк, США) — американская актриса. Наиболее известна по ролям в фильмах «Феррис Бьюллер берёт выходной» (1986) и «Грязные танцы» (1987). Дочь актёра Джоэла Грея и бывшей актрисы и певицы Джо Уайлдер.

## Биография
Грей родилась 26 марта 1960 года в Нью-Йорке, в семье актёра и танцора Джоэла Грея и бывшей актрисы и певицы Джо Уайлдер. По линии отца — внучка еврейского комедианта Микки Каца (Mickey Katz, настоящее имя Меер (Мирон) Кац, 1909—1985 гг.).
Актриса дебютировала в кино в середине 1980-х, снявшись в 1984 году в небольших ролях в картинах «Безрассудная», «Красный рассвет» и "Клуб «Коттон» Фрэнсиса Форда Копполы. Спустя три года, за время которых Дженнифер доставались только второстепенные роли, она снялась в мелодраме «Грязные танцы» — одном из наиболее прозвучавших фильмов конца 1980-х, — сыграв юную Фрэнсис Хаусман по прозвищу Бэби, влюбившуюся в искушённого танцора Джонни, персонажа Патрика Суэйзи. Фильм пользовался грандиозным успехом у публики, собрав более 200 миллионов долларов в мировом прокате против 6 миллионов, затраченных на производство. Дженнифер же получила за роль Бэби (примечательно, что она была на 10 лет старше своей семнадцатилетней героини) свою единственную за творческую карьеру номинацию на премию «Золотой глобус».
Несмотря на столь многообещающий прорыв, карьера Дженнифер сложилась не совсем удачно. Её приглашали работать в основном на второстепенные роли, но фильмы с её участием не получали резонанса у критиков и публики. В 1989 году она появилась в комедии «Ищейки с Бродвея», где главную роль играла певица Мадонна, получившая за её исполнение номинацию на антипремию «Золотая малина». Затем в 1992 году Дженнифер получила главную роль в фильме «Ветер», но он провалился в прокате. Причиной резкого спада карьеры после ошеломительного успеха "Грязных танцев" Грей называет неудачную пластику носа, которая была сделана по настоянию ее родителей. Операция очень сильно отразилась на ее внешности, вплоть до того, что ее перестали узнавать коллеги и друзья. Эту версию она изложила в своей книге мемуаров.
На телевидении актриса снималась более стабильно и регулярно. Наиболее заметными были её роли в телевизионных драмах «Убийство на Миссисипи» и «Криминальное правосудие» (оба фильма — 1990 года) и триллере «Дело об убийстве» (1992), а также в телефильме «Вестсайдский вальс» (1995), где помимо Дженнифер снялись Ширли Маклейн и Лайза Миннелли. В том же 1995 году её можно было увидеть в эпизоде сериала «Друзья», в котором актриса сыграла подружку Рэйчел Грин, героини Дженнифер Энистон.
В 2001 году, после того, как Дженнифер вышла замуж, она сделала длительный перерыв и пять лет не снималась. Вернувшись к работе в 2006 году, Дженнифер приняла участие в двух проектах — снялась в роли второго плана в мелодраме «Кит» и вместе с мужем сыграла главных героев в семейной телевизионной комедии «Дорога в Рождество». В 2010 году Дженнифер Грей (в паре с танцором Дереком Хафом) выиграла в финале популярной американской программы ABC «Танцы со звёздами» (Dancing With the Stars).

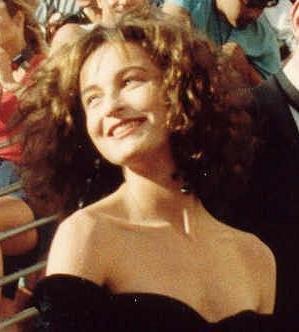
Грей на церемонии премии «Оскар» в 1988 году.

## Личная жизнь
5 августа 1987 года Грей получила травму шеи в автомобильной аварии в Эннискиллене, Северная Ирландия, где она находилась на отдыхе вместе с актёром Мэттью Бродериком, с которым начала тайно встречаться во время съёмок фильма «Феррис Бьюллер берёт выходной». Инцидент, после которого об их отношениях стало известно общественности, произошёл, когда Бродерик выехал на встречную полосу и врезался в Volvo, за рулём которого находилась Анна Галлагер, 30 лет, в сопровождении её матери, Маргарет Доэрти, 63 года, в результате чего обе женщины погибли на месте. По обвинению в неосторожном вождении Бродерик был приговорён к штрафу 175 долларов. Принёсший Грей славу фильм «Грязные танцы» вышел спустя несколько недель после аварии, однако, по её словам, чувство вины и скорбь лишили её возможности насладиться успехом фильма, и в конечном итоге это привело к тому, что она сделала перерыв в актёрской карьере.
Грей также связывали романтические отношения с актёрами Майклом Джеем Фоксом, Джонни Деппом и журналистом Джорджем Стефанопулосом.
21 июля 2001 года Грей вышла замуж за актёра Кларка Грегга. Их дочь, Стелла, родилась 3 декабря 2001 года. Они жили в Венисе, Калифорния. Пара развелась в 2021 году.
Подписавшись на участие в шоу «Танцы со звёздами» в 2010 году, Грей прошла медицинский осмотр и рассказала доктору о хронических проблемах с шеей вследствие аварии. Её спинной мозг был сжат, и для поддержания шеи хирург вставил титановую пластину. Он также обнаружил подозрительную белую точку на её щитовидной железе через МРТ, которая оказалась предраковым узелком и была удалена. По словам Грей, рак удалось обнаружить прежде, чем он смог распространиться.
В начале 1990-х годов Грей сделала две операции по ринопластике (есть утверждения, что первая из них оказалась неудачной), в результате чего её внешний вид изменился. Как сказала она сама: «Я зашла в операционную знаменитостью, а вышла никем. Было такое ощущение, как будто я прошла через программу по защите свидетелей или же стала невидимой».

## Фильмография
| Год  | Название на русском                  | Название на языке оригинала           | Роль                   |
| ---- | ------------------------------------ | ------------------------------------- | ---------------------- |
| 1984 | Клуб «Коттон»                        | The Cotton Club                       | Пэтси Дуайер           |
| 1984 | Красный рассвет                      | Red Dawn                              | Тони                   |
| 1984 | Безрассудная                         | Reckless                              | Кэти Беннарио          |
| 1985 | Американские молнии                  | American Flyers                       | Лесли                  |
| 1985 | Синди Эллер: современная сказка / ТВ | Cindy Eller: A Modern Fairy Tale      | Лора Эллер             |
| 1986 | Выходной день Ферриса Бьюллера       | Ferris Bueller’s Day Off              | Джини Бьюллер          |
| 1987 | Грязные танцы                        | Dirty Dancing                         | Фрэнсис Хаусман (Бэби) |
| 1988 | Гандахар                             | Gandahar                              | Айрель (голос)         |
| 1989 | Ищейки с Бродвея                     | Bloodhounds of Broadway               | Лави Лу                |
| 1990 | Криминальное правосудие / ТВ         | Criminal Justice                      | Лиз Картер             |
| 1990 | Убийство на Миссисипи / ТВ           | Murder in Mississippi                 | Рита Швернер           |
| 1990 | Если туфелька не жмёт / ТВ           | If the Shoe Fits                      | Келли Картер           |
| 1991 | Взгляд свидетеля / ТВ                | Eyes of a Witness                     | Кристина Бакстер       |
| 1992 | Ветер                                | Wind                                  | Кейт Басс              |
| 1993 | Дело об убийстве / ТВ                | A Case for Murder                     | Кейт Уэлдон            |
| 1995 | Вестсайдский вальс / ТВ              | The West Side Waltz                   | Робин Уисоу            |
| 1996 | Любовный узел                        | Lover’s Knot                          | Меган Форрестер        |
| 1996 | Портреты убийцы                      | Portraits of a Killer                 | Элен Тейлор            |
| 1997 | Плоть                                | Red Meat                              | Кэндис                 |
| 1997 | Игрок / ТВ                           | The Player                            | —                      |
| 1998 | Где тебя носило / ТВ                 | Since You’ve Been Gone                | Пэтти Рид              |
| 1998 | Тайны моего сердца                   | The Secrets of My Heart               | Эбби Фризи             |
| 1998 | Гнев и ярость / ТВ                   | Outrage                               | Салли Кейси            |
| 2000 | Чужой билет                          | Bounce                                | Дженис Гуэрро          |
| 2002 | Ритуал                               | Tales from the Crypt Presents: Ritual | Доктор Элис Доджсон    |
| 2006 | Дорога в Рождество / ТВ              | Road to Christmas                     | Клер Джеймсон          |
| 2006 | Кит                                  | Keith                                 | Каролина               |
| 2010 | Доктор Хаус                          | House                                 | Эбби                   |
| 2024 | Настоящая боль                       | A Real Pain                           | Марша                  |

## Номинация
В 1988 году актриса была номинирована на «Золотой глобус» за роль в фильме «Грязные танцы».